# أندرو شفاب
أندرو شفاب (بالإنجليزية: Andrew Schwab) هو مغني أمريكي، ولد في مارس 1975.

## وصلات خارجية
- أندرو شفاب على موقع ميوزك برينز (الإنجليزية)